# Juhani Nagy János
Juhani Nagy János (Nagy János, Debrecen, 1953. május 3. – 2007. augusztus 11.) magyar író, újságíró.

## Élete
Diplomáját a Kossuth Lajos Tudományegyetemen szerezte magyar-német-finnugor szakon.
Pályafutását a Hajdú-Bihari Napló munkatársaként kezdte, majd a Pálfy József által vezetett Magyarország főmunkatársa lett, 1990-ben a Pesti Hírlapnak volt alapító főszerkesztő-helyettese, de dolgozott a Magyar Rádió nyíregyházi stúdiójánál is.
Több mint ötezer cikke jelent meg éveken keresztül, melyek közül sok a 168 Órában látott napvilágot. Több évig dolgozott külföldön, mint vendégtanár, többek között Dániában és Finnországban, utóbbi helyről hozta a Jánosnak megfelelő finn Juhani nevet is. Tanítás mellett publikációi is jelentek meg idegenforgalmi és gasztronómiai magazinokban, mint pl. Geo, Matkailu, Globo, Ko/kken, Keittiö. Bejárta a világot, fél éven keresztül élt Grönlandon. Számos kül- és belpolitikai témákról jelentek meg riportsorozatai, több könyvnek is szerzője.

## Könyvei
- AIDS: Egy kór dokumentumai, egy kor dokumentumai (Lapkiadóvállalat, Budapest, 1987)
- Michael Jackson (Laude Kiadó, Budapest, 1989)
- Nevető kislexikon (Magyar Nyugat Könyvkiadó, Vasszilvágy, 2004)
- Konyhai kifejezések kisszótára (Mezőgazda Kiadó, 2004)
- Európa eszik (Szabad Föld, Budapest, 2004)
- A világ levesei - 333 recept 77 országból (Magyar Nyugat Könyvkiadó, 2004)
- Világasztal: rengeteg recepttel (Well-Press Kiadó Kft., Miskolc, 2005)
- Mihály könyve (Szamárfül Kiadó, 2007)
- Gondoltad volna? Érdekességek az irodalom világából; Tóth Könyvkereskedés, Debrecen, 2007
- Gondoltad volna? Érdekességek a nyelvtan világából; Tóth Könyvkereskedés, Debrecen, 2007
- Grönland. A világ legnagyobb és legcsodálatosabb szigete; Nagy János–Kóti Erzsébet, Hajdúszoboszló, 2009
- Lótuszt a fazekunkba! Gasztronómiai világjárás; Nagy János–Kóti Erzsébet, Hajdúszoboszló, 2009
- Nagyvilág, kertek alja. Nyolcvan talpalat a Föld körül; Nagy János–Kóti Erzsébet, Hajdúszoboszló, 2009
- Száz szó a konyháról; Nagy János–Kóti Erzsébet, Hajdúszoboszló, 2009
- Burma. Az arany pagodák országa; Nagy János–Kóti Erzsébet, Hajdúszoboszló, 2010